# Tarache geminocula
Tarache geminocula là một loài bướm đêm thuộc họ Noctuidae. Nó được tìm thấy ở Arizona và Texas, down tới Chihuahua, México.
Chiều dài cánh trước là 10–11 mm đối với con đực và 10-12 đối với con cái. Con trưởng thành bay từ tháng 7 đến tháng 9 tùy theo địa điểm.